# بساوه (تايباد)
بساوه (بالفارسية:روستای پساوه) هي إحدى القرى التابعة لـ ريف دشت تايباد في قسم ميان ولايت من مقاطعة تايباد، في محافظة خراسان رضوي الإيرانية.

## السكان
- حسب إحصاءات سنة 2006، بلغ إجمالي السكان في هاذهي القرية الإيرانية 904 نسمة وعدد المساكن 205 مسكن.[2]

## وصلات خارجية
- إدارة مقاطعة تايباد
- بلدية تايباد
- إدارة تعليم تايباد